# Вескляров Петро Юхимович

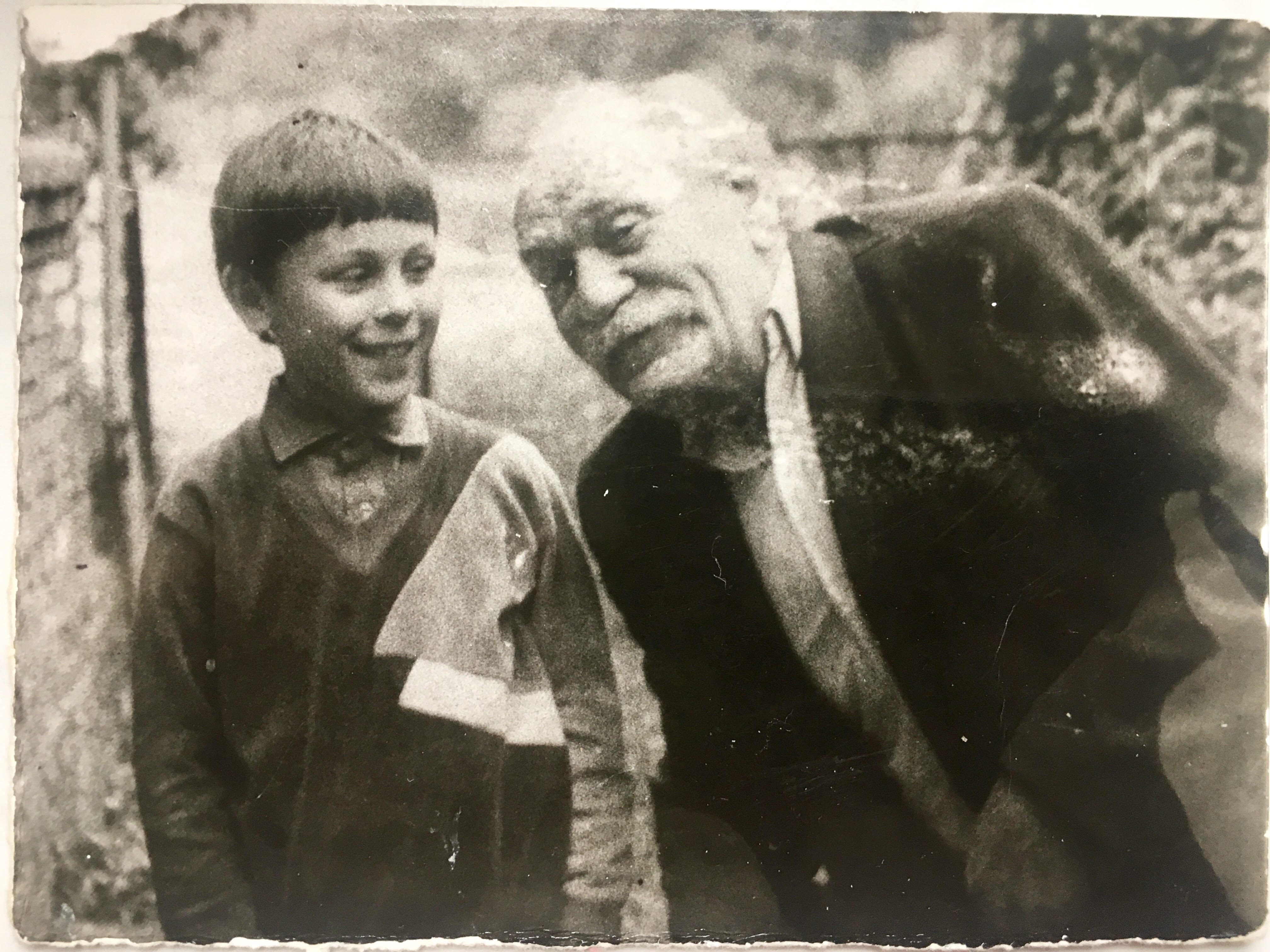
Петро Вескляров та внук Андрій

Петро́ Юхи́мович Вескляро́в (9 червня 1911, Тальне, Уманський повіт, Київська губернія, Російська імперія — 5 січня 1994, Київ) — український актор та телеведучий. Заслужений артист Української РСР (1973). Більш відомий під творчим псевдонімом «Дід Панас».

## Життєпис
Народився 9 червня 1911 року в місті Тальне, що на Черкащині. 
Прізвище Петра Юхимовича зазнало змін під час війни з нацизмом: від єврейського Векслер до Вескляров. Це сталося під час перебування в нацистському фільтраційному таборі, щоб приховати єврейське походження.
Працював на київській залізниці, де організував театральний гурток, згодом його відправляють до Луцька, у Волинський обласний музично-драматичний театр ім. Тараса Шевченка, де він працював до 1959 року. Там зіграв чимало ролей: Миколу Задорожнього з  «Украденого щастя», Командора з «Камінного господаря», Монтанеллі з «Овода» тощо. Талановитого, фактурного, харизматичного актора помітили кінорежисери та почали запрошувати на зйомки у фільмах. Згодом Вескляров переїздить до столиці, де активно знімається у багатьох фільмах. Серед них: «Олекса Довбуш», «Гадюка», «Циган», «Іванна», «Вій», «Забудьте слово смерть» тощо. Відзнявся у приблизно 50 фільмах. Проте найбільше запам'ятався малечі та старшому глядачеві як казкар Дідусь Панас. Українська вишиванка Весклярова часом дратувала керівництво телебачення, його подекуди звинувачували в націоналізмі, а в 1970-х рр. кілька разів навіть намагалися замінити. Але від цієї ідеї довелося відмовитися під тиском обурених телеглядачів, які засипали студію Довженка та дирекцію УТ листами з проханнями повернути дідуся Панаса на екран і він повертався. Відданий українець, який ніколи не зраджував своєї мови та вишиванки, неодноразово звинувачувався у націоналізмі.
Петро Юхимович помер 5 січня 1994 році, прах похований у колумбарії Байкового цвинтаря міста Києва.

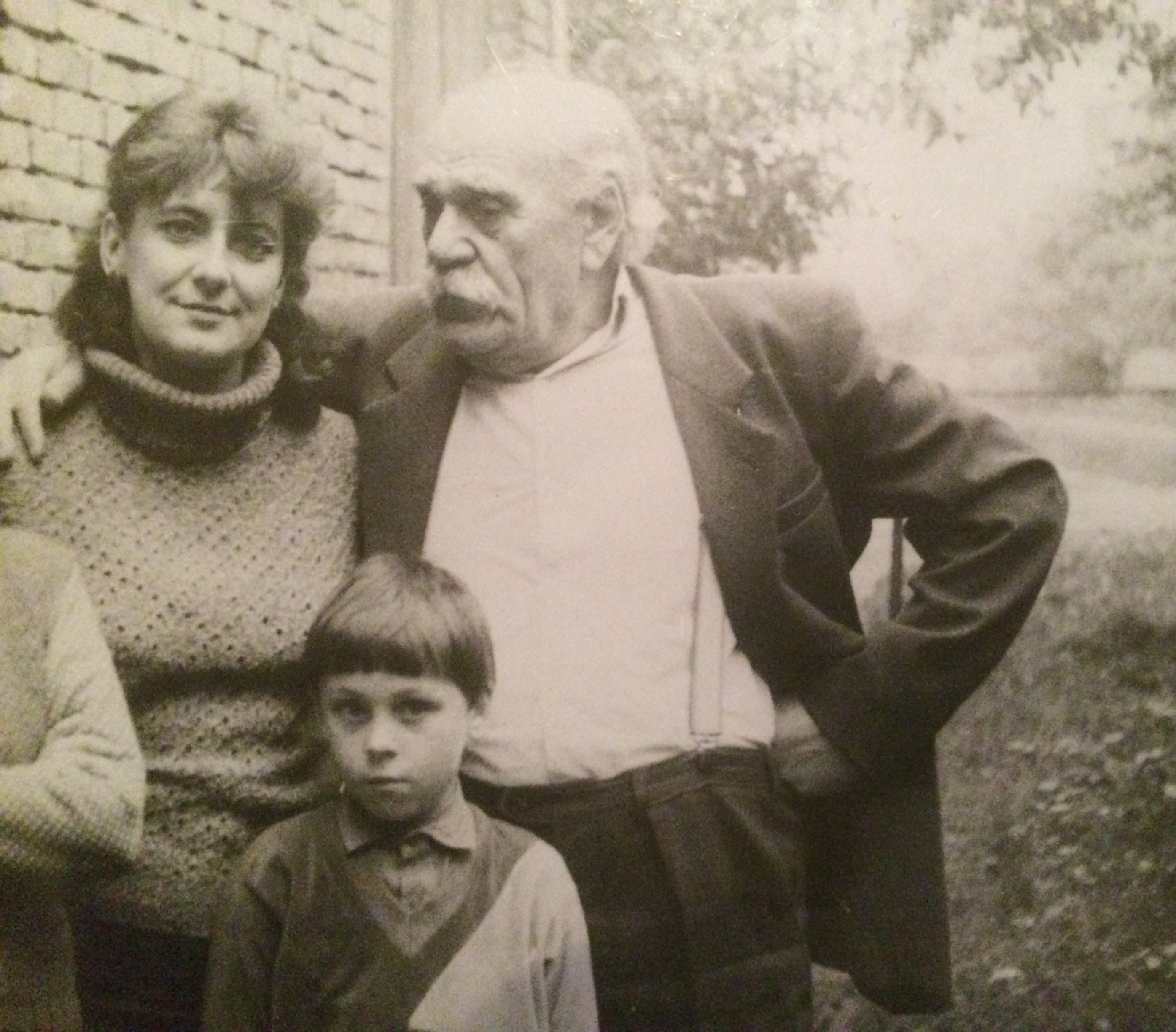
Петро Юхимович, його невістка Весклярова Уляна Павлівна та внук Андрій

## Хронологія
1932—1940 — актор Черкаського робітничо-селянського театру, начальник та художній керівник клубу на станції Гребінка.
1941 — призваний у військовий театр Південно-Західного фронту, потрапив у полон, але втік. Згодом потрапив до окупованого гітлерівцями Києва, влаштувався на роботу на залізниці, де організував драматичний гурток. 1946 року був скерований до Луцька — у Волинський український музично-драматичний театр імені Тараса Шевченка, де працював до 1959-го.
У Луцьку одружився із секретаркою театру Галиною, де народився його син Богдан.
1959—1982 — на Київській кіностудії художніх фільмів імені Олександра Довженка.
З 1962 р. у ролі діда Панаса розповідав на Українському радіо «вечірню казку» для дітей (перед тим Вескляров працював у цій ролі на підміні іншого актора, якого згодом замінив цілком).
1964—1986 — у ролі діда Панаса вів на Українському телебаченні програму «На добраніч, діти».

## Вшанування пам'яті
Похований у колумбарії Байкового кладовища. Вдова виїхала до США, перед тим передавши кіноплівки із записами «діда Панаса» братам Капрановим.

Пам'ятна дошка актору в місті Тальне

У 2019 році на приміщенні тальнівської школи, на місці якої стояв будинок, де народився Петро Вескляров, встановлено пам'ятну дошку.
У 2022 році у Тальному на Черкащині вулиця Крилова стала вулицею Весклярова.

## Ролі в театрі
- Микола Задорожний («Украдене щастя» Івана Франка).
- Командор («Камінний господар» Лесі Українки).
- Городничий («Ревізор» Миколи Гоголя).
- Монтанеллі («Овід» Етель Л. Войнич).

## Цікаві факти
Значного поширення набула легенда про те, що, будучи ведучим дитячої програми «На добраніч, діти», яка йшла у прямому ефірі, дід Панас завершив програму такою реплікою: «Отака хуйня, малята…» Речових доказів про те, що таке сталося, немає (з архівів телебачення вдалося зберегти лише одну плівку), свідчення ж свідків є суперечливими. Наприклад, колишній колега Весклярова з телебачення журналіст Володимир Заманський цей факт заперечував, а диктор УТ Світлана Білоножко — підтверджує, але вже після ефіру, хоча сама особисто свідком цього не була.
Письменник Тимур Литовченко, використавши образ «Діда Панаса», 1999 року створив казковий цикл-пенталогію «Політичні казки Діда Панаса», а в 2020 році — ще один цикл казок під назвою «Новітні казки Діда Панаса», який виходить в розділі «Притчі» на інтернет-ресурсі «Лінія оборони».

## Фільмографія
| Рік  |   | Українська назва                         | Оригінальна назва                         | Роль                        |
| ---- | - | ---------------------------------------- | ----------------------------------------- | --------------------------- |
| 1980 | ф | Школа                                    | Школа                                     | дід                         |
| 1979 | ф | Забудьте слово «смерть»                  | Забудьте слово «смерть»                   | селянин                     |
| 1977 | ф | Єралашний рейс                           | Ералашный рейс                            | епізодична роль             |
| 1975 | ф | Юркові світанки                          | Юркины рассветы                           | дядя Вася                   |
| 1973 | ф | Стара фортеця                            | Старая крепость                           | садівник Корибко            |
| 1973 | ф | До останньої хвилини                     | До последней минуты                       | селянин                     |
| 1971 | ф | Зухвалість                               | Дерзость                                  | стрілочник                  |
| 1970 | ф | Два дні чудес                            | Два дня чудес                             | лікар похилого віку         |
| 1970 | ф | Севастополь                              | Севастополь                               | Кудря                       |
| 1969 | ф | Серце Бонівура                           | Сердце Бонивура                           | Андрій Іванович, годинникар |
| 1969 | ф | Падаючий іній                            | Падающий иней                             | Костас, господар            |
| 1968 | ф | Великі клопоти через маленького хлопчика | Большие хлопоты из-за маленького мальчика | машиніст                    |
| 1967 | ф | Вій                                      | Вий                                       | пан ректор / Дорош          |
| 1967 | ф | Циган                                    | Цыган                                     | Будулай-старший             |
| 1965 | ф | Хочу вірити                              | Хочу верить                               | Кузьма Єгорович Левченко    |
| 1965 | ф | Гадюка                                   | Гадюка                                    | Рижков                      |
| 1964 | ф | Сумка, повна сердець                     | Сумка, полная сердец                      | чоловік Мотрі               |
| 1963 | ф | Люди не все знають                       | Люди не всё знают                         | Фесюк                       |
| 1962 | ф | У мертвій петлі                          | В мёртвой петле                           | епізодична роль             |
| 1962 | ф | Сейм виходить з берегів                  | Сейм выходит из берегов                   | Чубар                       |
| 1961 | ф | Лісова пісня                             |                                           | дядько Лев                  |
| 1961 | ф | Дмитро Горицвіт                          | Дмитро Горицвит                           | Фесюк                       |
| 1961 | ф | Здрастуй, Гнате!                         | Здравствуй, Гнат!                         | Іван Лапшин                 |
| 1960 | ф | Роман і Франческа                        | Роман и Франческа                         | Чіно Аліг'єрі               |
| 1960 | ф | Народжені жити                           | Рождённые жить                            | Остап                       |
| 1960 | ф | Прощавайте, голуби                       | Прощайте, голуби                          | Ілля Захарович              |
| 1960 | ф | Кров людська — не водиця                 | Кровь людская — не водица                 | Супрун                      |
| 1959 | ф | Іванна                                   | Иванна                                    | Панас Голуб                 |
| 1959 | ф | Олекса Довбуш                            |                                           | дід Петрія                  |